# Avertizarea 3
Avertizarea 3 (titlu original: în engleză Rings) este un film american de groază supranatural din 2017 regizat de F. Javier Gutiérrez. Rolurile principale au fost interpretate de actorii Matilda Lutz, Alex Roe, Johnny Galecki, Aimee Teegarden, Bonnie Morgan și Vincent D'Onofrio. Scenariul este scris de David Loucka și Jacob Estes pe baza romanului Spiral de Kōji Suzuki. Producătorii filmului sunt Walter F. Parkes și Laurie MacDonald. Este al treilea lungmetraj american din seria Avertizarea (Ring) bazată pe scrierile lui Suzuki.
A avut încasări de 83,1 milioane de dolari americani la un buget de 25 de milioane americani.

## Distribuție
- Matilda Lutz – Julia
- Alex Roe – Holt Anthony
- Johnny Galecki – Gabriel Brown
- Vincent D'Onofrio – Galen Burke
- Aimee Teegarden – Skye Johnston
- Bonnie Morgan – Samara Morgan
- Chuck David Willis – Blue
- Patrick R. Walker – Jamal
- Zach Roerig – Carter
- Laura Slade Wiggins – Faith
- Lizzie Brocheré – Kelly
- Karen Ceesay – Flight Attendant
- Dave Blamy – First Officer
- Michael E. Sanders – Pilot
- Randall Taylor – Holt's Father
- Drew Grey – Sam
- Kayli Carter – Evelyn Borden
- Jill Jane Clements – Karen Styx
- Adam Fristoe – Chris
- Rick Baker – Vendor

## Producție
Filmările principale au început la 23 martie 2015 în Atlanta și s-au terminat la 31 mai. Cheltuielile de producție s-au ridicat la 83,1 milioane $.

## Lansare și primire
Paramount Pictures a programat inițial premiera la 13 noiembrie 2015, dar filmul a fost reprogramat pentru a fi relansat la 1 aprilie 2016. A fost reprogramat din nou să fie lansat la 28 octombrie 2016, pentru a lua locul lansării horror anterioare a lui Paramount din octombrie, seria Activitate paranormală  (Paranormal Activity), care s-a terminat, în 2015, cu Activitate Paranormală. Dimensiunea Spectrală în aceea perioadă. Filmul a fost iarăși amânat pentru a fi lansat la 3 februarie 2017, cel mai probabil pentru a evita concurența cu Ouija, pentru a-l lăsa pe acesta din urmă să fie singurul film de groază Paramount care a debutat în preajma Halloween-ului 2016.
A avut încasări de 25 milioane $.